# Pseudotsuga sinensis
Pseudotsuga sinensis (дуґласія китайська, кит.: 黄杉 (huang sha)) — вид хвойних рослин родини соснових.

## Різновиди
- P. sinensis var. sinensis — Китай: пд. Аньхой, Чунцин, Фуцзянь, Гуйчжоу, зх. Хубей, пн. Хунань, пн. Цзянсі, пд. Шеньсі, Сичуань, Юньнань, Чжецзян; Тайвань; пн. В'єтнам
- P. sinensis var. brevifolia (W.C. Cheng & L.K. Fu) Farjon & Silba — Китай: пд.-зх. Гуансі, Гуйчжоу
- P. sinensis var. gaussenii (Flous) Silba — Китай: пд.-сх. Аньхой, зх. Фуцзянь (?), Десін, Сичуань, пн. і пн.-зх. Чжецзян.

## Поширення, екологія
Країни проживання: Китай (Аньхой, Фуцзянь, Гуансі, Гуйчжоу, Хубей, Хунань, Цзянсі, Шеньсі, Сичуань, Юньнань, Чжецзян); Тайвань, пн. В'єтнам. У пд.-сх. Китаї зустрічається між 600 м і 1200 м, на Тайвані між 1000 і 2700 м, в провінціях Сичуань і Юньнань може бути знайдений вище 3000 м, найвищим в історії є 3300 м над рівнем моря. Ґрунти в пд.-сх. Китаї червоні й жовті, в західній частині ареалу гірські червоні землі. Вимагає вологого, помірного або тепло-помірного клімату з річною кількістю опадів між 1000 і 2000 мм. Є складовою змішаної мезофільної лісової формації в пд.-сх. Китаї, в основному з широколистими деревами, в провінції Сичуань також з вічнозеленими дубами і листяними породами, де крім Pseudotsuga інші хвойні ростуть (наприклад Tsuga chinensis, Tsuga dumosa, Picea brachytyla var. complanata). На відміну від Північної Америки, Pseudotsuga в Азії не утворює великі поселення чи не зростає в чистих або майже чистих хвойних лісах. Зрілі лісові дерева відображають це: дерева не стовпчасті або пірамідальні, але розвивають широку крону, дуже схожу на оточуючі широколисті дерева.

## Морфологія
Дерево до 50 м у висоту і 200 см діаметра на рівні грудей. Кора сіра або темно-сіра, нерегулярно і густо луската, коркова. Листки лінійні, розміром (1,3)2–2.5(3) см × ≈ 2 мм, з низу розташовані дві зеленувато-білі смуги при основі голки, верх темно-зелений, вершини виїмчасті. Пилкові шишки жовті, від 1 до 1,5 см в довжину. Насіннєві шишки блискучі блідо-фіолетові, дозрівши, пурпурно-коричневі, від яйцюватих до еліпсоїдних або конічно-яйцеподібних, розміром 3.5–8 × 2–4,5 см. Насіння клино-яйцеподібне довжиною від 8 до 12 мм і шириною 5–8 мм, світло-коричневе з темними плямами. Насіння має яйцеподібні крила від 8 до 15 міліметрів у довжину, коричневі з темними плямами. Запилення відбувається у квітні, насіння зріє у жовтні-листопаді.

## Використання
Деревина використовується для будівництва, мостобудування, меблів і деревного волокна. Дуже великі дерева рідкісні, оскільки вони широко використовувались у минулому; отже, економічна цінність цього виду зменшилася і, як здається, не дуже підходить для лісонасаджень. Вид дуже рідко зустрічається у вирощуванні як побутове дерево і практично обмежується кількома дендраріями та ботанічними садами.

## Загрози та охорона
Деревина видобувається екстенсивно усюди, але найбільш повно в доступних місцях. Дерева також втрачаються через руйнування середовища проживання для розширення сільськогосподарської діяльності. Значна субпопуляція охороняється в Lin'an County, Чжецзян, Китай, а також в інших охоронних територіях в інших частинах ареалу.